# Herbignac
Herbignac (bret. Erbigneg) – miejscowość i gmina we Francji, w regionie Kraj Loary, w departamencie Loara Atlantycka.
Według danych na rok 2010 gminę zamieszkiwało 5817 osób, a gęstość zaludnienia wynosiła 80 osób/km².